# Oliver Berg
Oliver Berg, né le 28 août 1993 à Gjøvik en Norvège, est un footballeur norvégien qui évolue au poste de milieu offensif au Malmö FF.

## Biographie

### Débuts en Norvège
Né à Gjøvik en Norvège, Oliver Berg est formé par le club local du FK Gjøvik-Lyn, avant de rejoindre le Raufoss IL où il commence sa carrière professionnelle.
En janvier 2015, Oliver Berg s'engage en faveur de l'Odds BK. Le transfert est annoncé dès le 10 septembre 2014, et il signe un contrat de trois ans.

### Dalkurd FF
En janvier 2018, Oliver Berg rejoint la Suède en s'engageant au Dalkurd FF pour un contrat de deux ans. Le transfert est annoncé dès le 18 décembre 2017. Il découvre alors l'Allsvenskan, l'élite du football suédois, jouant son premier match dans la compétition le 2 avril 2018, lors de la première journée de la saison 2018 face à l'AIK Solna. Il est titularisé et son équipe s'incline par deux buts à zéro.

### GIF Sundsvall
Le 14 août 2018, Oliver Berg rejoint un autre club suédois, le GIF Sundsvall. Il joue son premier match pour le GIF Sundsvall le 19 août 2018, lors d'une rencontre de championnat contre le BK Häcken. Il entre en jeu et son équipe s'impose par deux buts à zéro.

### Kalmar FF
Le 11 janvier 2021, Oliver Berg s'engage en faveur du Kalmar FF, où il signe un contrat courant jusqu'en décembre 2023. Lors de cette saison 2021, il termine à la quatrième place des meilleurs buteurs du championnat, avec un total de douze buts marqués.

### Djurgårdens IF
En janvier 2023, Oliver Berg s'engage en faveur du Djurgårdens IF. Le transfert est annoncé dès le 24 novembre 2022 et il signe un contrat courant jusqu'en décembre 2026,.

### Malmö FF
Le 21 août 2023, Oliver Berg rejoint le Malmö FF. Il signe un contrat courant jusqu'en décembre 2026.
Après de bons débuts avec Malmö, où il inscrit deux buts et délivre trois passes décisives en six matchs, Berg se blesse sérieusement au genou lors d'un entraînement le 18 octobre 2023. Bien que cette blessure ne nécessite pas d'intervention chirurgicale, le milieu offensif norvégien est écarté des terrains pour plusieurs mois et sa saison 2023 est dès lors terminée.